# Sergio Caprari
Sergio Caprari, född 12 juli 1932 i Civita Castellana, död 12 oktober 2015 i Faleria, var en italiensk boxare.
Caprari blev olympisk silvermedaljör i fjädervikt i boxning vid sommarspelen 1952 i Helsingfors.